# 1566
Il 1566 (MDLXVI in numeri romani) è un anno  del XVI secolo.

## Eventi
- 7 gennaio – Pio V diventa papa.
- 5 agosto-7 settembre – Nella battaglia di Szigetvár, 2.300 ungheresi sono sconfitti da un esercito di 90.000 soldati dell'Impero ottomano.
- 7 Agosto – Fenomeno celeste di Basilea.
- Settembre – Selim II è il successore di Solimano I come sultano dell'Impero ottomano.
- Rivolta dei Gueux: le province fiamminghe spagnole insorgono contro l'eccessiva pressione fiscale e l'intolleranza religiosa di Filippo II.
- Viene fondata La Valletta, odierna capitale di Malta dal Gran Maestro dei Cavalieri Ospitalieri dell'Ordine di Malta Jean de la Valette.
- Annibal Caro termina, dopo tre anni di lavoro, la sua opera di traduzione dal latino dell'Eneide di Virgilio.
- Viene coniato il primo doblone spagnolo durante il regno di Filippo II.

### America del Nord
- Il governatore spagnolo Pedro Menéndes de Avilés finanzia i primi missionari gesuiti spagnoli per convertire i nativi americani.

## Nati

### Gennaio
- 14 gennaio - Angelo Notari, compositore italiano († 1663)
- 17 gennaio - Anna Caterina Gonzaga, nobile italiana († 1621)
- 30 gennaio - Alessandro Piccinini, compositore, liutista e scrittore italiano († 1638)

### Febbraio
- 1º febbraio - Maria dell'Incarnazione Avrillot, religiosa francese († 1618)
- 2 febbraio - Michael Sendivogius, alchimista, filosofo e diplomatico polacco († 1636)
- 18 febbraio - Francesco Erizzo, doge († 1646)
- 19 febbraio - Francesco Vastarini, religioso, filosofo e scrittore italiano († 1641)

### Marzo
- 8 marzo - Giuseppe Biancani, gesuita, matematico e astronomo italiano († 1624)
- 8 marzo - Carlo Gesualdo, compositore italiano († 1613)

### Aprile
- 2 aprile - Maria Maddalena de' Pazzi, monaca cristiana, mistica e santa italiana († 1607)
- 20 aprile - Roberto d'Altemps, I duca di Gallese, nobile italiano († 1586)
- 22 aprile - Ottavio Gaetani, gesuita e storico italiano († 1620)

### Maggio
- 1º maggio - Michiel van Mierevelt, pittore e disegnatore olandese († 1641)
- 3 maggio - Leonardo Duardo, religioso italiano († 1643)
- 15 maggio - Alessandro I Pico della Mirandola, nobile e militare italiano († 1637)
- 26 maggio - Mehmed III, sultano ottomano († 1603)

### Giugno
- 3 giugno - Gerolamo Bassano, pittore italiano († 1621)
- 19 giugno - Giacomo I d'Inghilterra, re († 1625)
- 20 giugno - Sigismondo III di Polonia, re († 1632)

### Luglio
- 9 luglio - Giovanni Ernesto di Sassonia-Eisenach, duca tedesco († 1638)

### Agosto
- 7 agosto - Vincenzo Filliucci, gesuita e teologo italiano († 1622)
- 12 agosto - Isabella Clara Eugenia d'Asburgo,  spagnola († 1633)
- 24 agosto - Abraham Scultetus, teologo tedesco († 1625)

### Settembre
- 1º settembre - Edward Alleyn, attore teatrale inglese († 1626)

### Ottobre
- 3 ottobre - Richard Boyle, I conte di Cork, nobile britannico († 1643)
- 16 ottobre - Sigrid di Svezia, principessa svedese († 1633)
- 27 ottobre - Giulio Cesare Amidano, pittore italiano († 1630)

### Novembre
- 3 novembre - Carlo di Borbone-Soissons, principe francese († 1612)
- 9 novembre - Cristiano di Brunswick-Lüneburg, principe († 1633)
- 21 novembre - Francesco Cennini de' Salamandri, cardinale italiano († 1645)
- 26 novembre - Francesco Bracciolini, poeta italiano († 1645)
- 26 novembre - Galeazzo Sanvitale, arcivescovo cattolico italiano († 1622)
- 28 novembre - Peter Uffenbach, medico e editore tedesco († 1635)

### Dicembre
- 1º dicembre - Filippo di Nassau, militare olandese († 1595)
- 19 dicembre - George Talbot, IX conte di Shrewsbury, presbitero inglese († 1630)
- 27 dicembre - Luigi Gonzaga, nobile italiano († 1580)
- 27 dicembre - Jan Jesenius, medico, politico e filosofo slovacco († 1621)

### Senza giorno specificato
- Diego Francisco Aduarte, vescovo cattolico e missionario spagnolo († 1637)
- Akashi Takenori, militare giapponese
- Isaac Arnauld, funzionario francese († 1617)
- Fabian Birkowski, scrittore polacco († 1636)
- Vincenzo Braca, scrittore e commediografo italiano
- Federico Brunori, pittore italiano († 1649)
- Pjetër Budi, presbitero e scrittore albanese († 1622)
- Antonio Caetani, cardinale italiano († 1624)
- Eusebio Caimo, vescovo cattolico e giurista italiano († 1640)
- Pyramus de Candolle, nobile e condottiero francese († 1626)
- Manuel Cardoso, compositore, organista e religioso portoghese († 1650)
- Domenico Carpinoni, pittore italiano († 1658)
- Domenico Pietro Cerone, cantore, presbitero e teorico della musica italiano († 1625)
- Bartolomeo Cesi, cardinale e arcivescovo cattolico italiano († 1621)
- Richard Cocks, navigatore e mercante britannico († 1624)
- Antonio Contin, scultore e architetto svizzero († 1600)
- Innocenzo Del Bufalo-Cancellieri, cardinale e vescovo cattolico italiano († 1610)
- Gaspar Fernandes, compositore portoghese († 1629)
- Georg Flegel, pittore e incisore tedesco († 1638)
- Ferenc Forgách, cardinale e arcivescovo cattolico ungherese († 1615)
- Giovanni III della Frisia orientale-Rietberg, nobile tedesco († 1625)
- Matteo Greuter, pittore e incisore tedesco († 1638)
- Diego Guzmán de Haros, cardinale spagnolo († 1631)
- Hirata Masumune, militare giapponese († 1610)
- Piotr Kochanowski, scrittore, poeta e traduttore polacco († 1620)
- Melchisedech Longhena, scultore e ingegnere italiano († 1616)
- Charles Loyseau, giurista francese († 1627)
- Giovanni Maggi, pittore e incisore italiano († 1630)
- Tomaso Malvenda, storico, filosofo e teologo spagnolo († 1628)
- Alessandro Mazenta, presbitero e architetto italiano († 1630)
- Françoise de Montmorency,  francese († 1641)
- Fynes Moryson, esploratore e scrittore inglese († 1630)
- Sante Peranda, pittore italiano († 1638)
- Jonas Poole, esploratore inglese († 1612)
- Sanada Nobuyuki, militare giapponese († 1658)
- Jacob Savery, pittore olandese († 1603)
- Filippo Spinelli, cardinale e arcivescovo cattolico italiano († 1616)
- Jochem Swartenhondt, ammiraglio olandese († 1627)
- Gerrit Pietersz Sweelink, pittore fiammingo
- Michelangelo Tonti, cardinale e arcivescovo cattolico italiano († 1622)
- Alfonso Villagut, teologo e giurista italiano († 1623)
- Francesco Villamena, incisore italiano († 1625)
- Caterina Vitale, farmacista e chimica maltese († 1619)
- Filipe de Brito e Nicote, avventuriero e mercenario portoghese († 1613)
- Claudio de La Trémoille, nobiluomo francese († 1604)
- Pomponio de Magistris, vescovo cattolico italiano († 1614)
- Johanna von Pernstein, nobildonna ceca († 1631)
- Polyxena von Pernstein, nobile ceca († 1642)

## Morti

### Gennaio
- 6 gennaio - Francesco Gonzaga, cardinale e arcivescovo cattolico italiano (n. 1538)
- 6 gennaio - Antonio de' Sapienti, teologo e francescano italiano
- 6 gennaio - Jan Utenhove, scrittore fiammingo (n. 1516)
- 7 gennaio - Alessandro Bon, nobile (n. 1514)

### Febbraio
- 3 febbraio - George Cassander, teologo e umanista fiammingo (n. 1513)
- 15 febbraio - Louise Labé, poetessa francese
- 23 febbraio - Francesco I Moncada, nobile, politico e militare italiano (n. 1510)

### Marzo
- 9 marzo - Davide Rizzio, politico, compositore e liutista italiano
- 19 marzo - Arima Haruzumi, militare giapponese (n. 1483)
- 23 marzo - Wolfgang di Anhalt-Köthen, nobile tedesco (n. 1492)
- 26 marzo - Antonio de Cabezón, compositore spagnolo (n. 1510)

### Aprile
- 4 aprile - Daniele da Volterra, pittore, scultore e stuccatore italiano (n. 1509)
- 12 aprile - Gonzalo Pérez, politico spagnolo (n. 1500)
- 16 aprile - Juan Correa de Vivar, pittore spagnolo (n. 1510)
- 16 aprile - Giulia Gonzaga, nobildonna, letterata e mecenate italiana (n. 1513)
- 25 aprile - Diana di Poitiers, nobildonna francese (n. 1500)
- 29 aprile - Jean Suau, cardinale e vescovo cattolico francese (n. 1503)

### Maggio
- 8 maggio - Alvise Corner, scrittore, letterato e mecenate italiano (n. 1484)
- 10 maggio - Leonhart Fuchs, botanico e medico tedesco (n. 1501)

### Giugno
- 15 giugno - Ortensio Abbaticchio, medico italiano
- 18 giugno - Giuliano Cesarini, nobile italiano (n. 1491)

### Luglio
- 13 luglio - Thomas Hoby, diplomatico e traduttore inglese (n. 1530)
- 14 luglio - Raffaele di Barletta, religioso dalmata
- 17 luglio - Bartolomé de Las Casas, vescovo cattolico spagnolo
- 17 luglio - Angelo Massarelli, vescovo cattolico italiano (n. 1510)
- 26 luglio - Bartolomeo Marliani, archeologo, topografo e antiquario italiano (n. 1488)
- 26 luglio - Bartolomeo Spatafora, nobile italiano

### Agosto
- 4 agosto - Girolamo della Robbia, ceramista italiano (n. 1488)
- 4 agosto - Cristoforo di Oldenburg, conte danese
- 28 agosto - Francesco Crasso, cardinale italiano (n. 1500)

### Settembre
- 1º settembre - Taddeo Zuccari, pittore italiano (n. 1529)
- 1º settembre - Giovanni V di Parthenay, nobile francese (n. 1512)
- 6 settembre - Solimano il Magnifico, sultano ottomano (n. 1494)
- 8 settembre - Nikola Šubić Zrinski, generale croato
- 10 settembre - Giovanni Valentino Gentile, teologo e umanista italiano
- 17 settembre - Íñigo López de Mendoza, nobile spagnolo (n. 1493)
- 22 settembre - Johannes Agricola, umanista e teologo tedesco (n. 1494)
- 27 settembre - Marco Girolamo Vida, umanista, poeta e vescovo cattolico italiano (n. 1485)
- 28 settembre - Marino Freccia, giurista, storico e nobile italiano (n. 1503)

### Ottobre
- 6 ottobre - Tiberio Crispo, cardinale e vescovo cattolico italiano (n. 1498)
- 14 ottobre - Giacomo Gastaldi, cartografo italiano (n. 1500)
- 28 ottobre - Pedro Juan Perpiñá, gesuita spagnolo (n. 1530)

### Novembre
- 14 novembre - Pier Francesco Ferrero, cardinale e vescovo cattolico italiano (n. 1510)
- 17 novembre - Annibale Caro, traduttore, poeta e numismatico italiano (n. 1507)
- 17 novembre - Raffaellino del Colle, pittore italiano (n. 1495)
- 29 novembre - Nicolaus Grohmann, architetto tedesco (n. 1500)

### Dicembre
- 1º dicembre - Francisco Mendoza Bobadilla, cardinale e vescovo cattolico spagnolo (n. 1508)
- 5 dicembre - Antonio Brucioli, umanista italiano (n. 1487)
- 14 dicembre - Renato di Guisa, nobile francese (n. 1536)
- 26 dicembre - Kimotsuki Kanetsugu, militare giapponese (n. 1511)
- 28 dicembre - Margherita Paleologa, marchese (n. 1510)

### Senza giorno specificato
- Francisco Aguirre, vescovo cattolico e giurista spagnolo
- Geronimo Albertino, nobile e vescovo cattolico italiano (n. 1492)
- Salvatore Alepus, arcivescovo cattolico spagnolo (n. 1503)
- Sforza Almeni, italiano
- Donato Antonio Altomare, medico italiano (n. 1520)
- Pierre Boaistuau, giurista francese
- Giovanni Caroto, pittore italiano (n. 1488)
- Giovanni Battista Cicala Zoagli, doge (n. 1485)
- Luigi Dentice, compositore, cantante e liutista italiano (n. 1510)
- Charles Dumoulin, giurista francese (n. 1500)
- Michelangelo Florio, umanista, predicatore e teologo italiano (n. 1518)
- António de Gouveia, umanista portoghese (n. 1505)
- Sigismund von Herberstein, diplomatico e scrittore austriaco (n. 1486)
- Francesco Lismanini, religioso italiano
- Lambert Lombard, pittore belga (n. 1505)
- Francisco López de Gómara, religioso e storico spagnolo (n. 1511)
- Bernardino di Mariotto, pittore italiano
- Nagano Narimori, militare giapponese (n. 1544)
- Stanisław Orzechowski, umanista e politico polacco (n. 1513)
- Agostino Pinelli Ardimenti, doge (n. 1492)
- Miniato Pitti, religioso italiano
- Raffaello da Montelupo, scultore e architetto italiano (n. 1504)
- Guillaume Rondelet, zoologo francese (n. 1507)
- Girolamo Ruscelli, umanista, scrittore e cartografo italiano
- Wolfgang Schutzbar, tedesco (n. 1483)
- Fatma Sultan, principessa ottomana
- Uyama Hisakane, militare giapponese (n. 1511)
- Cristóbal Vaca de Castro, funzionario spagnolo (n. 1492)
- Lucano da Imola, pittore italiano
- Nostradamus, astrologo, scrittore e farmacista francese (n. 1503)

## Calendario
| Calendario 1566 | Calendario 1566 | Calendario 1566 | Calendario 1566 | Calendario 1566 | Calendario 1566 | Calendario 1566 | Calendario 1566 | Calendario 1566 | Calendario 1566 | Calendario 1566 | Calendario 1566 | Calendario 1566 | Calendario 1566 | Calendario 1566 | Calendario 1566 | Calendario 1566 | Calendario 1566 | Calendario 1566 | Calendario 1566 | Calendario 1566 | Calendario 1566 | Calendario 1566 | Calendario 1566 | Calendario 1566 | Calendario 1566 | Calendario 1566 | Calendario 1566 | Calendario 1566 | Calendario 1566 | Calendario 1566 | Calendario 1566 | Calendario 1566 |
| --------------- | --------------- | --------------- | --------------- | --------------- | --------------- | --------------- | --------------- | --------------- | --------------- | --------------- | --------------- | --------------- | --------------- | --------------- | --------------- | --------------- | --------------- | --------------- | --------------- | --------------- | --------------- | --------------- | --------------- | --------------- | --------------- | --------------- | --------------- | --------------- | --------------- | --------------- | --------------- | --------------- |
|                 | 1               | 2               | 3               | 4               | 5               | 6               | 7               | 8               | 9               | 10              | 11              | 12              | 13              | 14              | 15              | 16              | 17              | 18              | 19              | 20              | 21              | 22              | 23              | 24              | 25              | 26              | 27              | 28              | 29              | 30              | 31              |                 |
| Gennaio         | Ma              | Me              | Gi              | Ve              | Sa              | Do              | Lu              | Ma              | Me              | Gi              | Ve              | Sa              | Do              | Lu              | Ma              | Me              | Gi              | Ve              | Sa              | Do              | Lu              | Ma              | Me              | Gi              | Ve              | Sa              | Do              | Lu              | Ma              | Me              | Gi              |                 |
| Febbraio        | Ve              | Sa              | Do              | Lu              | Ma              | Me              | Gi              | Ve              | Sa              | Do              | Lu              | Ma              | Me              | Gi              | Ve              | Sa              | Do              | Lu              | Ma              | Me              | Gi              | Ve              | Sa              | Do              | Lu              | Ma              | Me              | Gi              |                 |                 |                 |                 |
| Marzo           | Ve              | Sa              | Do              | Lu              | Ma              | Me              | Gi              | Ve              | Sa              | Do              | Lu              | Ma              | Me              | Gi              | Ve              | Sa              | Do              | Lu              | Ma              | Me              | Gi              | Ve              | Sa              | Do              | Lu              | Ma              | Me              | Gi              | Ve              | Sa              | Do              |                 |
| Aprile          | Lu              | Ma              | Me              | Gi              | Ve              | Sa              | Do              | Lu              | Ma              | Me              | Gi              | Ve              | Sa              | Do              | Lu              | Ma              | Me              | Gi              | Ve              | Sa              | Do              | Lu              | Ma              | Me              | Gi              | Ve              | Sa              | Do              | Lu              | Ma              |                 |                 |
| Maggio          | Me              | Gi              | Ve              | Sa              | Do              | Lu              | Ma              | Me              | Gi              | Ve              | Sa              | Do              | Lu              | Ma              | Me              | Gi              | Ve              | Sa              | Do              | Lu              | Ma              | Me              | Gi              | Ve              | Sa              | Do              | Lu              | Ma              | Me              | Gi              | Ve              |                 |
| Giugno          | Sa              | Do              | Lu              | Ma              | Me              | Gi              | Ve              | Sa              | Do              | Lu              | Ma              | Me              | Gi              | Ve              | Sa              | Do              | Lu              | Ma              | Me              | Gi              | Ve              | Sa              | Do              | Lu              | Ma              | Me              | Gi              | Ve              | Sa              | Do              |                 |                 |
| Luglio          | Lu              | Ma              | Me              | Gi              | Ve              | Sa              | Do              | Lu              | Ma              | Me              | Gi              | Ve              | Sa              | Do              | Lu              | Ma              | Me              | Gi              | Ve              | Sa              | Do              | Lu              | Ma              | Me              | Gi              | Ve              | Sa              | Do              | Lu              | Ma              | Me              |                 |
| Agosto          | Gi              | Ve              | Sa              | Do              | Lu              | Ma              | Me              | Gi              | Ve              | Sa              | Do              | Lu              | Ma              | Me              | Gi              | Ve              | Sa              | Do              | Lu              | Ma              | Me              | Gi              | Ve              | Sa              | Do              | Lu              | Ma              | Me              | Gi              | Ve              | Sa              |                 |
| Settembre       | Do              | Lu              | Ma              | Me              | Gi              | Ve              | Sa              | Do              | Lu              | Ma              | Me              | Gi              | Ve              | Sa              | Do              | Lu              | Ma              | Me              | Gi              | Ve              | Sa              | Do              | Lu              | Ma              | Me              | Gi              | Ve              | Sa              | Do              | Lu              |                 |                 |
| Ottobre         | Ma              | Me              | Gi              | Ve              | Sa              | Do              | Lu              | Ma              | Me              | Gi              | Ve              | Sa              | Do              | Lu              | Ma              | Me              | Gi              | Ve              | Sa              | Do              | Lu              | Ma              | Me              | Gi              | Ve              | Sa              | Do              | Lu              | Ma              | Me              | Gi              |                 |
| Novembre        | Ve              | Sa              | Do              | Lu              | Ma              | Me              | Gi              | Ve              | Sa              | Do              | Lu              | Ma              | Me              | Gi              | Ve              | Sa              | Do              | Lu              | Ma              | Me              | Gi              | Ve              | Sa              | Do              | Lu              | Ma              | Me              | Gi              | Ve              | Sa              |                 |                 |
| Dicembre        | Do              | Lu              | Ma              | Me              | Gi              | Ve              | Sa              | Do              | Lu              | Ma              | Me              | Gi              | Ve              | Sa              | Do              | Lu              | Ma              | Me              | Gi              | Ve              | Sa              | Do              | Lu              | Ma              | Me              | Gi              | Ve              | Sa              | Do              | Lu              | Ma              |                 |